# Kota (matematyka)
Kota (łac. applicata) – trzecia współrzędna w kartezjańskim układzie współrzędnych (zwanym też prostokątnym układem współrzędnych). Oznaczana jest przeważnie symbolem z, a jej oś symbolem OZ.